# Sra. Fieldmouse
Sra. Fieldmouse ou Amélia Fieldmouse é irmã do Mickey Mouse e mãe de Chiquinho e Francisquinho.
Ela apareceu pela primeira vez numa tira publicada em 1932, com o título de "Mickey's Nephews", nos EUA.. O desenhista Floyd Gottfredson foi o responsável por essa história. Porém foi só uma participação especial. 
Mais recentemente, ela retornou numa história da Dinamarca, publicada por aqui na revista "Mickey" 648, de maio de 2000.. A versão moderna de Amelia foi desenhada para se aproximar mais de Mickey em idade, mantendo-se significativamente mais alta que ele.

## Nomes em outros idiomas
- Holandês: Amalia Muis
- Inglês: Mrs. Fieldmouse
- Português: Amélia Fieldmouse
- Italiano: Signora Fieldmouse, Signora Radicampo
- Polonês: Myszula